# كيفالوس (دوديكانيسوس)
كيفالوس (Κέφαλος) هي مدينة في دوديكانيسوس في اليونان.